# فشک (فراهان)
فشک روستایی است در دهستان فشک بخش مرکزی شهرستان فراهان در استان مرکزی.
جمعیت روستا بر اساس سرشماری سال۱۳۹۵ ۱۱۴۰ نفر اعلام شده است. مردم روستای فشک به زبان ترکی سخن می‌گویند و مسلمان شیعه هستند. و شغل بیشتر آنان کشاورزی است این روستا ۲۰هزار هکتاز زمین کشاورزی دارد و مزرعه های اصلی جوزان،رضوان،هما آباد،سهل آباد ،همواره ، گزن دره ، گنج دره، هستند که شامل گندم بادام گردو و انگور میشود روستای فشک با شهر فرمهین ۱۸ کیلومتر و باشهر اراک ۶۰ کیلو متر فاصله دارد همسایه های روستای فشک ماستر خسروان بالا ،چاقر، ایر، کاظم آباد ،خسروان پایین، قرمز چشمه و..... هستند طایفه های این روستا شامل طبری یوسفی غنجی ، کتابی، یعقوبی ، حمیدی، عباسی و فشکی هستند             